# Джеймс Гарнър
Джеймс Гарнър (на английски: James Garner) е американски актьор. 

## Биография
Роден е на 7 април 1928 г. в Норман, Оклахома под името Джеймс Скот Бамгарнър (James Scott Bumgarner). Присъединява се към Търговския флот на 16 години и е награден с Пурпурно сърце за Корейската война.

## Частична филмография
- 1957-1962 – „Маверик“ (Maverick)
- 1963 – „Голямото бягство“ (The Great Escape)
- 1963 – „Тексаските търговци“ (The Wheeler Dealers)
- 1966 – „Гран При“ (Grand Prix)
- 1967 – „Часът на пистолета“ (Hour of the Gun)
- 1973 – „Малкият индианец“ (One Little Indian)
- 1982 – „Виктор Виктория“ (Victor Victoria)
- 1992 – „Изисканият джентълмен“ (The Distinguished Gentleman)
- 1993 – „Огън в небето“ (Fire in the Sky)
- 1993 – „Борсови войни“ (Barbarians at the Gate)
- 1994 – „Маверик“ (Maverick)
- 1996 – „Скъпи сънародници“ (My Fellow Americans)
- 1998 – „Здрач“ (Twilight)
- 1999 – „Една вълшебна нощ“ (One Special Night)
- 2000 – „Последният дебат“ (The Last Debate)
- 2000 – „Звездни каубои“ (Space Cowboys)
- 2001 – „Атлантида: Изгубената империя“ (Atlantis: The Lost Empire)
- 2002 – „Съкровените тайни на жриците“ (Divine Secrets of the Ya-Ya Sisterhood)
- 2003 – „Земята преди време 10“ (The Land Before Time X: The Great Longneck Migration)
- 2004 – „Тетрадката“ (The Notebook)
- 2003-2005 – „Осем прости правила“ (8 Simple Rules)
- 2007 – „Битката за Тера“ (Battle for Terra)